# Quiumbanda
Quiumba ou Quiumbanda (também escrito Kiumba ou Kiumbanda) é um conceito religioso presente na Umbanda, que basicamente significa espírito sem luz. Espíritos que por algum razão não encontraram seu caminho e mantêm-se presos à terra como espíritos obsessores devido atrasos em sua evolução.
Por vezes, o termo "Quiumbanda" é erroneamente identificado como sinônimo de Quimbanda, o que está errado, pois "Quiumbanda" é só um sinônimo para nomear Quiumbas, enquanto "Quimbanda" é o nome do culto de Exus e Pombajiras, coisas diferentes. Por um mau entendimento deste trabalho (de contrariedade) que Exus e Pombagiras fazem às Quiumbas, as vertentes catolicizadas e embranquecidas da Umbanda entendem, erroneamente, a Quimbanda como uma "magia negra africana".

## Definição
As Quiumbas ou Quiumbandas, por manifestarem-se fantasiados de verdadeiros Exus e Pombajiras, também acabam surgindo organizados em diferentes linhas e Falanges tal qual estas verdadeiras entidades, e também disfarçados como caboclos, crianças, mestres, marinheiros, boiadeiros, baianos etc. Estes espíritos trabalham para o mal causando a involução do médium, são separados em linhas como ocorre na Umbanda e objetivam enganar o médium e o chefe do terreiro para que possam entrar nas sessões.
A ideia de que na Quimbanda (culto a Exus e Pombajiras) se trabalha incorporando espíritos caídos que são as Quiumbas, mesmo que para combatê-los, é um não entendimento ocasionado por um excessivo afastamento da compreensão cosmológica africana que estava na raiz deste culto.